# Kyle of Lochalsh
Kyle of Lochalsh, schottisch-gälisch: Caol Loch Aillse, ist eine Ortschaft mit 649 Einwohnern an der Nordwestküste Schottlands, die sich im späten 19. Jahrhundert mit dem Eintreffen der Eisenbahn entwickelt hat. Der Ort ist der Endpunkt der Bahnlinie von Inverness über Dingwall, die nach ihrem Ziel auch als Kyle of Lochalsh Line bezeichnet wird.
Kyle of Lochalsh liegt gegenüber der Hebrideninsel Skye an der 1995 errichteten Skye Bridge. Der Ort ist das Verkehrs- und Handelszentrum der Region und hat einen Hafen und Yachthafen.
Bewirtschaftung von Weideland und neuerdings Lachszucht sind einige der Aktivitäten in Kyle of Lochalsh.

## Persönlichkeiten
- Wilf Stevenson, Baron Stevenson of Balmacara (* 1947), britischer Politiker (Labour Party) und Mitglied des House of Lords